# Wootton (Northamptonshire)
Wootton is een civil parish in het bestuurlijke gebied Northampton, in het Engelse graafschap Northamptonshire met 17.867 inwoners.

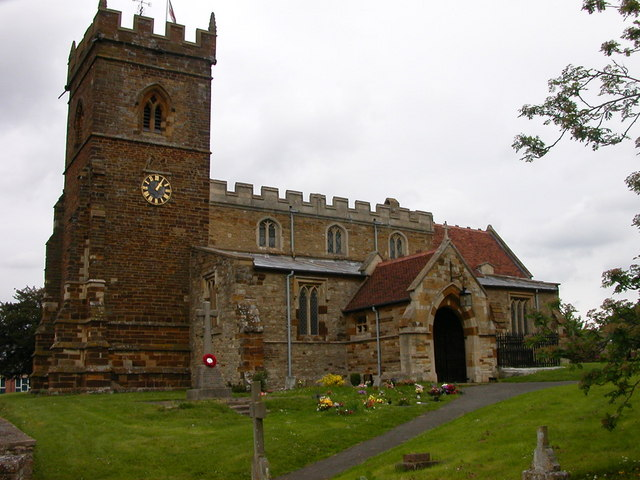
Kerk in Wootton